# Owadopylność

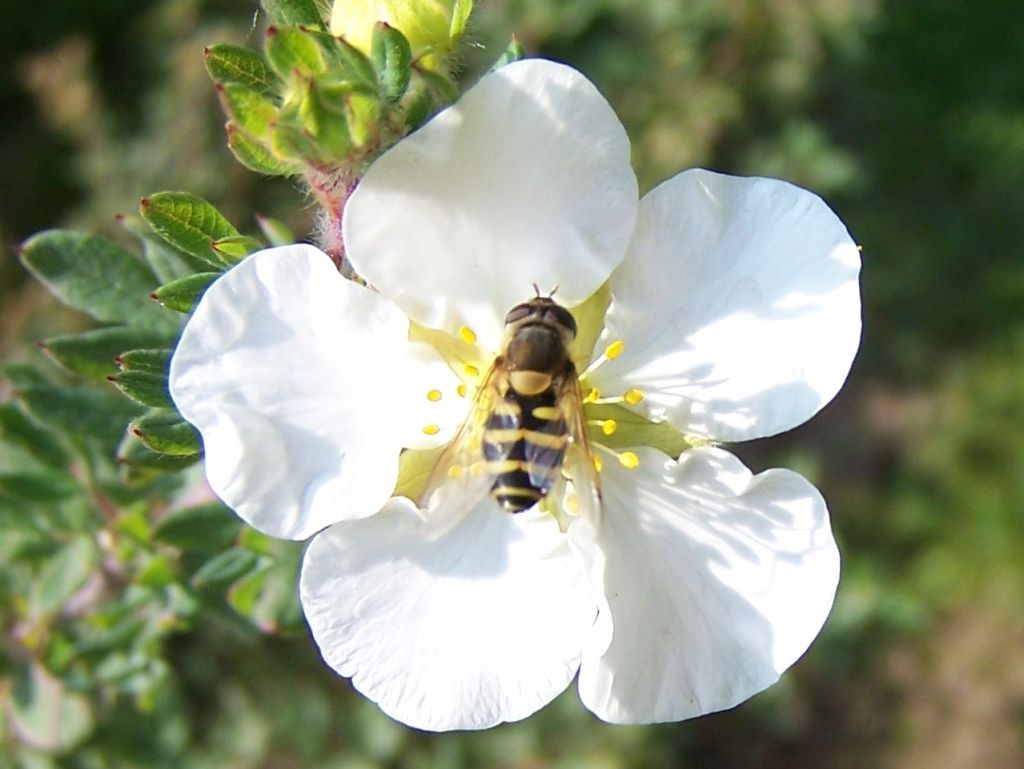
Muchówka zapylająca kwiat

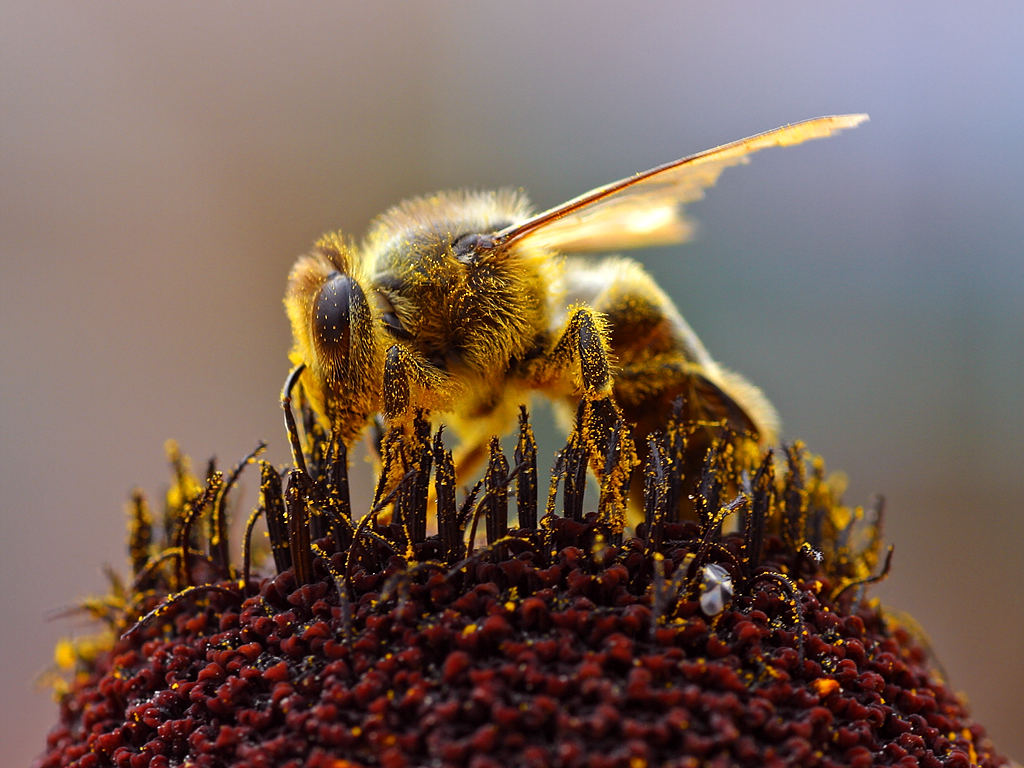
Pszczoła oblepiona pyłkiem kwiatowym

Owadopylność (entomogamia, entomofilia) – jeden z zoogamicznych sposobów zapylania oznaczający zapylanie kwiatów przez owady przenoszące pyłek.
Owadopylność jest zależnością mutualistyczną, powstała na drodze koewolucji. 

## Przystosowania roślin do owadopylności
Kwiaty roślin wykazują szereg przystosowań zwabiających owady i umożliwiających zapylenie:
- barwne, duże kwiaty lub drobne kwiaty zebrane w duże kwiatostany,
- zapach okwiatu,
- ukryte w głębi kwiatu miodniki – owad, chcąc się do nich dostać, musi otrzeć się o pylniki lub znamię słupka,
- produkowanie dużej ilości pyłku,
- wykształcenie pyłku o dużych, lepkich ziarnach, bogatych w substancje odżywcze.

Kolorowe plamy i lśniące włoski wskazują owadom drogę do ukrytych w głębi kwiatu miodników. Jeżeli kwiaty są małe, zebrane są w duży, widoczny z daleka kwiatostan. Tak jest np. u słonecznika i  u innych roślin z rodziny astrowatych i innych rodzin. Kwiaty niektórych roślin np. berberysu, mają specjalną budowę, dzięki której pod ciężarem owada pręcik przegina się, obsypując go pyłkiem. Niektóre kwiaty stanowią dla owadów pułapkę. Np. u obuwika pospolitego kwiaty zamykają się, uniemożliwiając owadowi wyjście przez długi czas, co daje pewność zapylenia kwiatu przez wiercącego się w środku owada.

## Przystosowania owadów

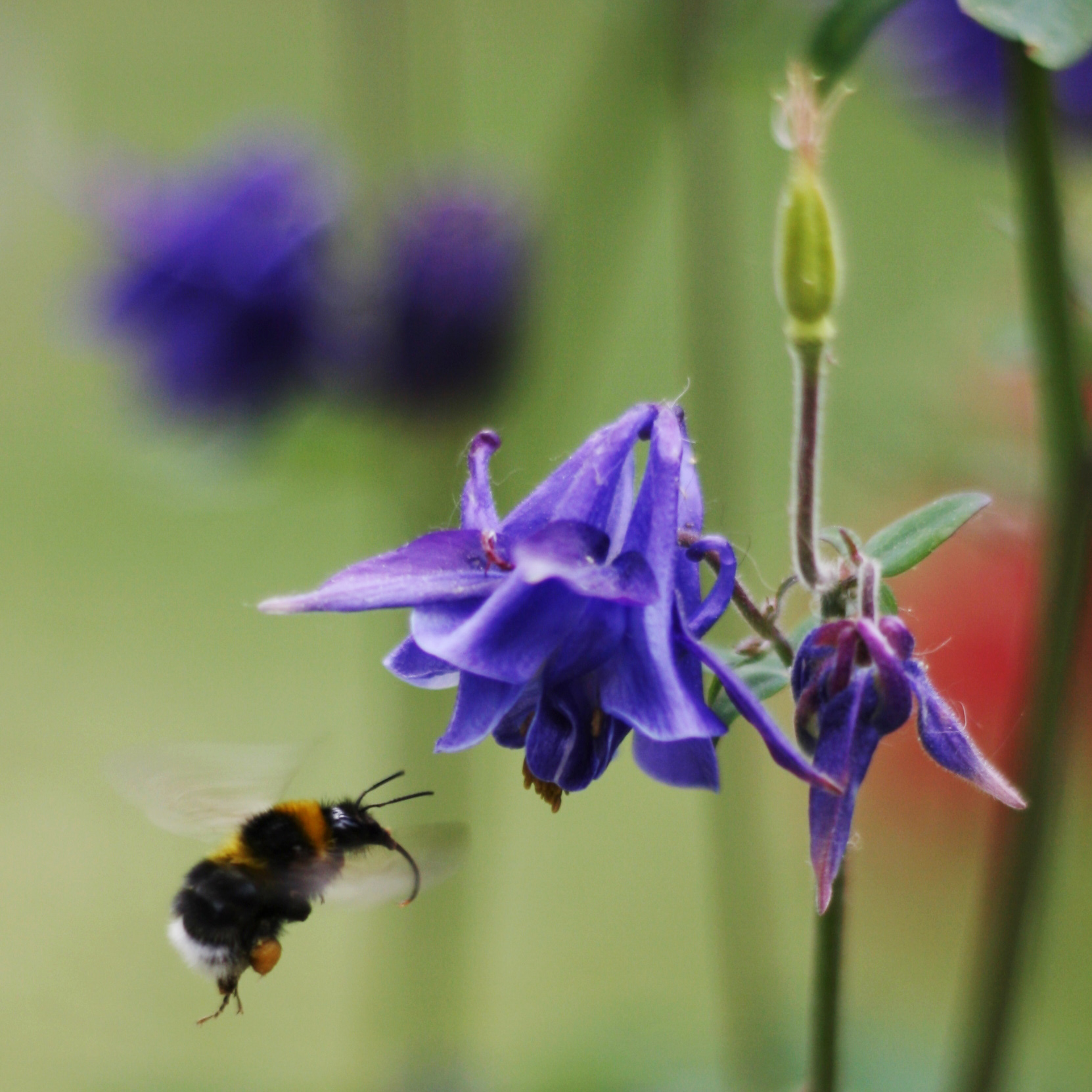
Owad z rodziny pszczołowatych podczas zapylania kwiatu orlika pospolitego. Widoczny aparat gębowy, służący do zlizywania nektaru

Owady korzystają z pobieranego nektaru i pyłku, jednocześnie zapylają kwiaty. Do owadów zapylających kwiaty należą głównie: błonkówki, muchówki, motyle, chrząszcze. Największą rolę odgrywają należące do błonkówek pszczoły (Apoidea), szczególnie pszczoła miodna. Owady specjalizujące się w odżywianiu nektarem i pyłkiem kwiatów posiadają specjalne przystosowania, np. aparat gębowy typu ssącego (u motyli długa zwijana trąbka). Pszczoła miodna na odnóżach posiada specjalne koszyczki do zbierania pyłku.

## Specjalizacja w zapylaniu
Niektóre owady wykazują specjalizację – przystosowanie do zapylania tylko określonych gatunków roślin. Szczególnym przykładem są tu np. bleskotki, które zapylając kwiaty figowca składają w nich jaja, a rozwijający się z zapłodnionych kwiatów owoc stanowi inkubator i pożywienie dla niewielkich larw bleskotki. Innym przykładem specjalizacji do zapylania tylko przez wąska grupę owadów są kwiaty zapylane przez muchy – wydzielają woń podobną do zapachu padliny.
W zależności od taksonu zapylacza wyróżniane są odmiany entomogamii, m.in. kantarogamia (kantarofilia), gdzie zapylaczami są chrząszcze, melitofilia – pszczoły.
Owady monolektyczne
Owady monolektyczne wykorzystują pyłek z jednego gatunku lub rodzaju rośliny.
Przykłady owadów monolektycznych:
- Hoplitis anthocopoides odwiedzają żmijowiec zwyczajny,
- Macropis europaea – tojeść,
- Melitta haemorrhoidalis i Melitta wankowiczi – dzwonki,
- Melitta nigricans – krwawnicę pospolitą,
- Melitta tricincta – zagorzałek późny.

Owady oligolektyczne
Owady oligolektyczne to takie, których wszystkie samice żyjące na tym samym obszarze zbierają pyłek z kilku blisko spokrewnionych roślin jednego gatunku lub rodzaju, nawet jeżeli mają do dyspozycji pyłek innych roślin.
Przykłady owadów oligolektycznych:
- Dasypoda braccata – zapylają szczeciowate,
- spójnica lucernowa i Melitta udmurtica – rośliny motylkowe.

Owady polilektyczne
Owady polilektyczne nie wykazują specjalizacji w zbieraniu pyłku z określonych roślin.
Przykłady owadów polilektycznych:
- żyjące w Europie pszczoły miodne,
- większość smuklikowatych,
- niektóre miesiarkowate.